# Distrito de Thoothukudi
Thoothukudi (en Tamil; தூத்துக்குடி மாவட்டம் ) es un distrito de India, en el estado de Tamil Nadu . 
Comprende una superficie de 4403 km².
El centro administrativo es la ciudad de Thoothukudi y la localidad de Kovilpatti.

## Demografía
Según censo 2011 contaba con una población total de 1738376 habitantes.